# Lauterbacher Tropfen

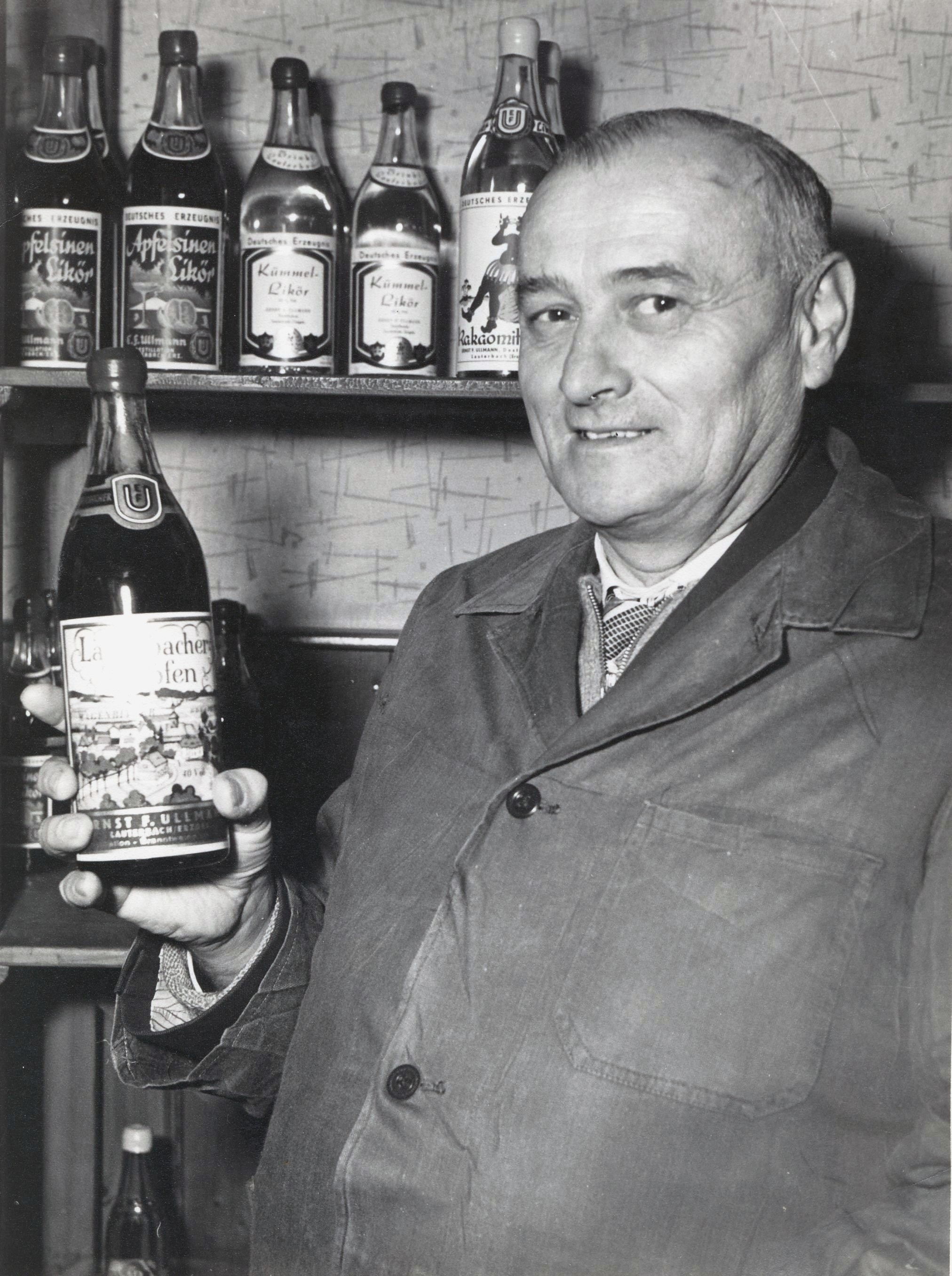
Ernst F. Ullmann junior mit seinem Produkt in den 1950er Jahren

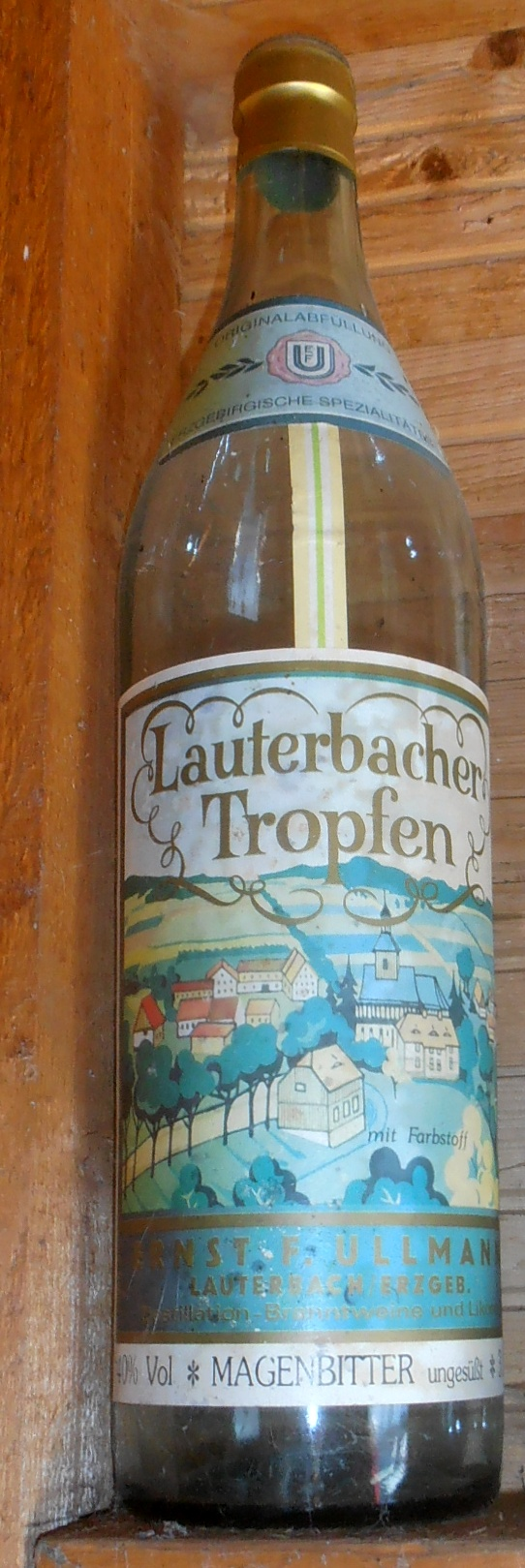
Historische Flasche Lauterbacher Tropfen

Lauterbacher Tropfen ist ein Magenbitter, der im erzgebirgischen Lauterbach, einem Ortsteil von Marienberg, hergestellt und abgefüllt wird. Bekannt ist der Magenbitter für seinen würzigen Geschmack und die dunkelgrüne Farbe; das Rezept ist Firmengeheimnis. Laut Firmenangabe ist die Spirituose ungesüßt.
Der Magenbitter enthält 40 % Vol. Alkohol. Er wird gut gekühlt getrunken. Der Kräuterauszug wird durch Mazeration und Destillation gewonnen.

## Geschichte und Herstellung
Die Ursprünge des Magenbitters führen auf Friedrich August Hunger, genannt Schmiedfritzaugust zurück, einen im Erzgebirge sehr bekannten Kräutermann, der zur Heilung aller möglichen Gebrechen sogar an den sächsischen Hof gerufen wurde. Die Rezeptur des Lauterbacher Tropfens wurde erstmals von Schmiedfritzaugusts Enkel, dem Firmengründer Ernst Friedrich Ullmann junior, kommerziell genutzt.
Der Lauterbacher Tropfen wird durch die Firma Ernst F. Ullmann mit Geschäftssitz in Lauterbach/Erzgebirge hergestellt und vertrieben. Die Herstellerfirma besteht seit 1899, im Jahr 1910 begann die Produktion von Spirituosen in dem Familienbetrieb.
Mittlerweile wird das Unternehmen in fünfter Generation von Franz Sieber geleitet. Neben dem Lauterbacher Tropfen werden 22 weitere Sorten nach eigenen, traditionellen Rezepten hergestellt; große Bekanntheit hat auch der Vuglbeerschnaps. Im Jahr 2009 wurden 220.000 Liter produziert.

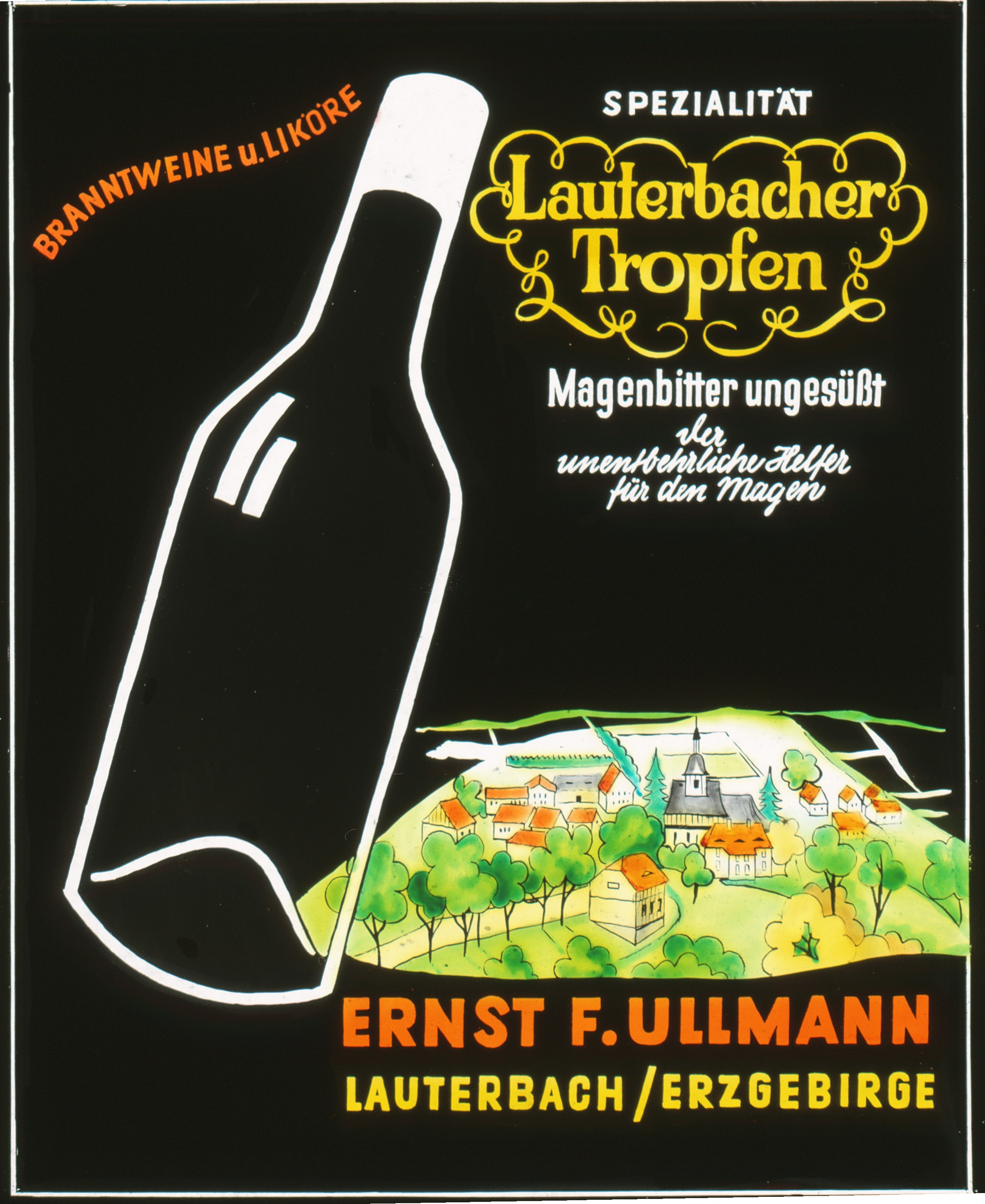
Kino-Werbedia aus den 1950er Jahren
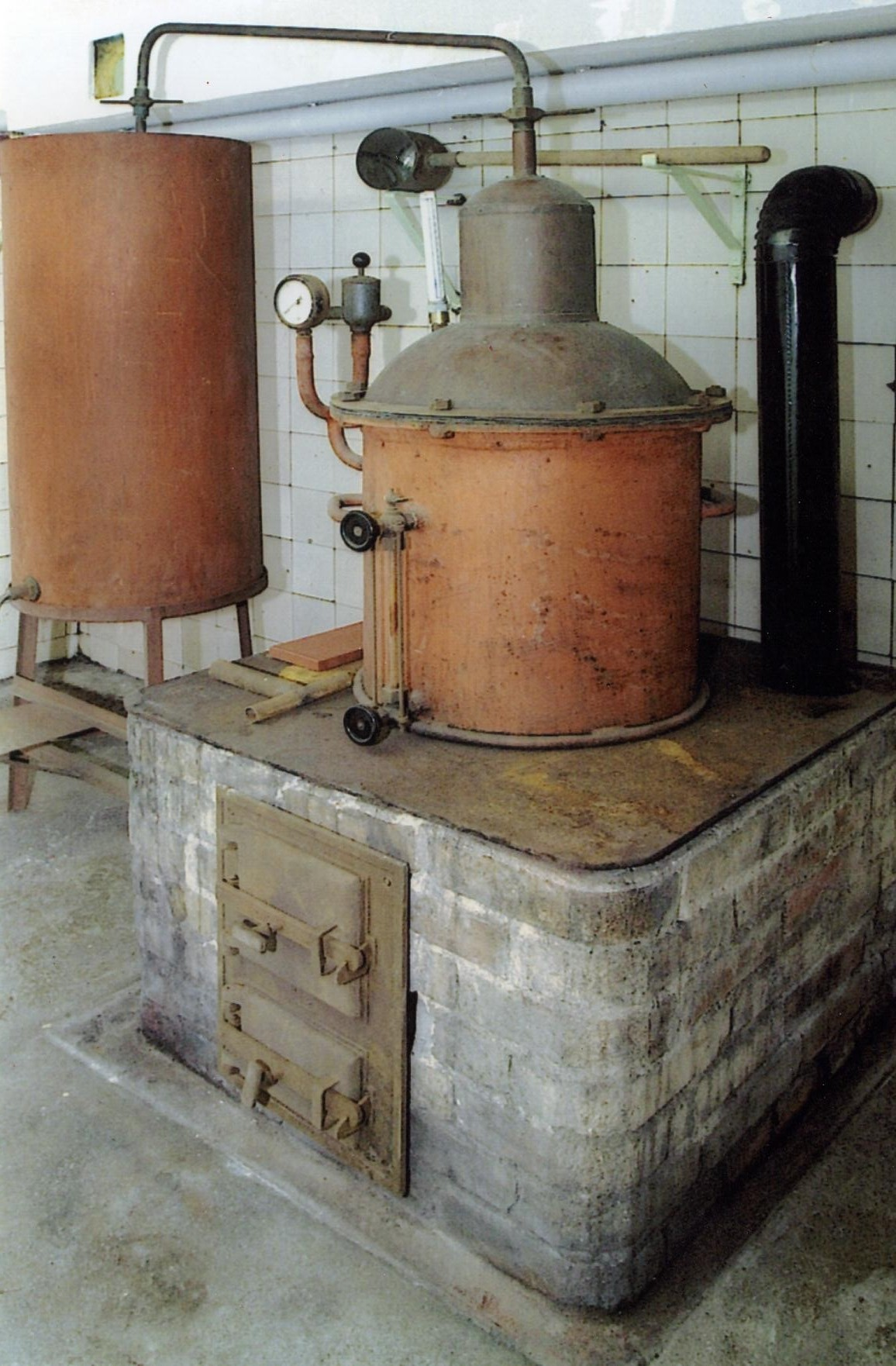
Alte Destillationsanlage
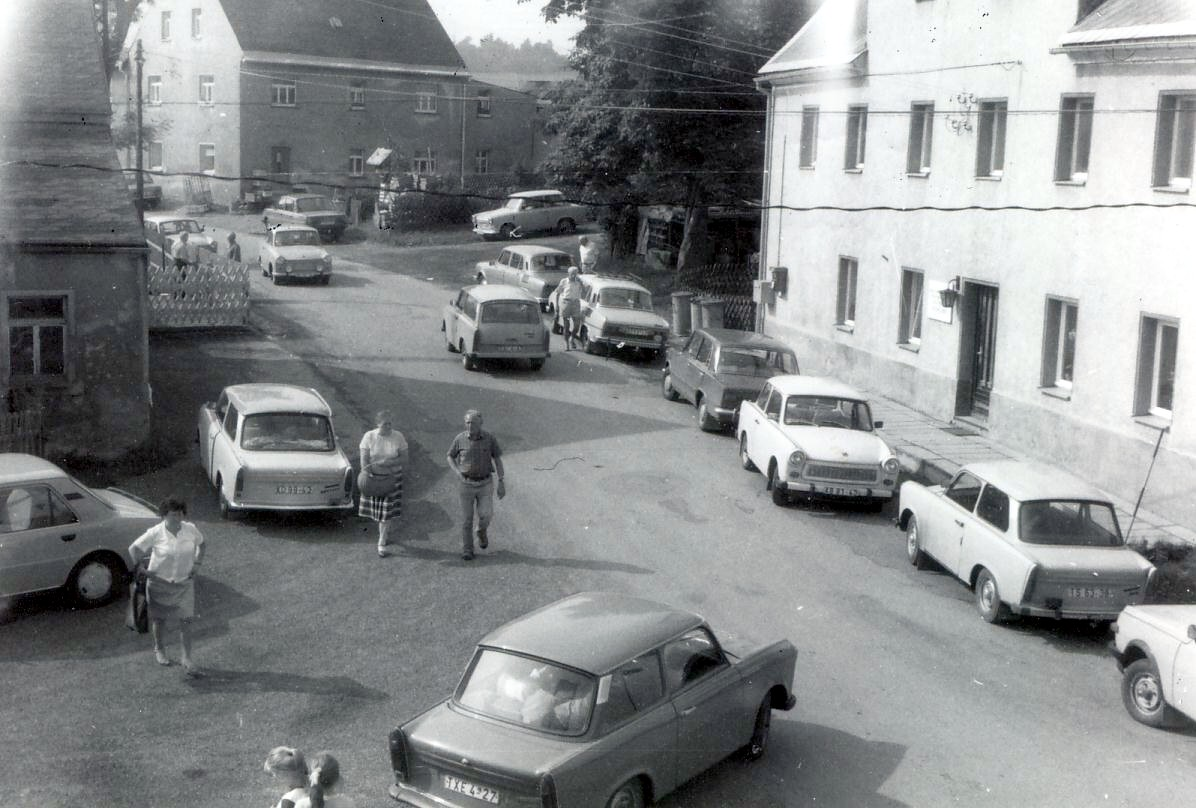
Verkehrschaos in Lauterbach an einem Verkaufstag in den 1980er Jahren

## Zeit zwischen 1945 und 1989
Aufgrund zu geringer Rohstoffzuteilung von staatlicher Seite konnte die Nachfrage nur zum geringen Teil gedeckt werden. Daher entschied man sich pro Kunden maximal eine 0,7-l-Flasche oder zwei 0,35-l-Flaschen pro Tag zu verkaufen. Der Ausverkauf des Produktes war keine Seltenheit. Deshalb entwickelte sich in der Erzgebirgsregion der Lauterbacher zu einer zweiten Währung und zum begehrten Tauschgut.
Trotz dieser Schwierigkeiten und der Bedrängung und Bedrohung durch Staatsorgane blieb der Betrieb immer im Eigentum der Familie. Nach 1989 wurde ein Kaufangebot eines Mitbewerbers abgelehnt.

## Sonstiges
In der Erzgebirgsregion hat das Getränk große Popularität erlangt und wird im Volksmund „Sterbe nie“, „Waldbenzin“ oder auch kurz „Lauti“ genannt. Zahlreiche Lieder und Gedichte wurden von erzgebirgischen Volksmusikern und -dichtern der Spirituose gewidmet. Beispiele sind:
- Hendrik Seibt: Trink an Laudi
- Marienberger Blasmusikanten: Lauterbacher, Lauterbacher die Gläser in die Hand
- Horst Schröder: De Zwack, Namm ner glei en Lauterbacher ei
- S. Otto: Trink mer noch en Lauterbacher

Seit 2009 informiert ein kleines Museum im Stammhaus in Lauterbach über die Geschichte der Herstellung der Lauterbacher Spirituosen.